# Андрос (острво, Бахаме)
Андрос је једно од Бахамских острва и уједно највеће по површини - 4100 km². Острво је испресецано неколицином канала. На Андросу се налази једина река ових острва - Гус. Број становника износи око 8200. Највећи град и административни центар острва је истоимени град који има 2.443 становника, по подацима из 2012. године.